# Zvit in prebrisan
Zvit in prebrisan (izvirno Psych) je ameriška kriminalno-komična televizijska serija, ki jo od leta 2006 predvaja USA Network. V njej kot Shawn Spencer, lažni jasnovidec nastopa James Roday. Deluje kot svetovalec Policije Santa Barbara, zaradi svoje velike sposobnosti opazovanja policiste prepričuje da je jasnoviden. Kot njegov najboljši prijatelj in partner v detektivski agenciji Burton "Gus" Guster nastopa Dulé Hill. Med glavnimi igralci so še Timothy Odmundson kot detektiv Carlton Lassiter, Maggie Lawson kot detektivka Juliet O'Hara, Kristen Nelson kot šefica policije Karen Vick in Corbin Bernsen kot Shawnov oče Henry Spencer.
Serija se odvija v kalifornijskem obalnem mestu Santa Barbara, kjer sta Shawn in Gus odprla detektivsko agencijo. V mladih letih je oče Shawna naučil opazovanja in močnega spomina, v upanju da bo kot on nekoč postal policaj. Shawn to nikoli ni postal, po srednji šoli je v glavnem za zabavo opravljal preko 40 služb in užival življenje. Včasih je tudi klical na policijsko postajo in podal namige za reševanje primerov, ki jih je videl na televiziji. Ko ga nek primer postavi za glavnega osumljenca, se Shawn na postaji pretvarja da je jasnoviden. Verjamejo mu vsi, razen izkušenega detektiva Lassiterja. Šefica policije mu ponudi primer z ugrabitvijo in Shawn skupaj z Gusom začne preiskovati primer. Na koncu je uspešen in od takrat naprej pogosto sodeluje pri policijskih primerih.
Večina epizod se začne s "flashback-om" in Shawnovega otroštva. Oče ga uči spretnosti in mu daje nasvete, ki so bolj ali manj povezani z epizodo. Vsaka epizoda je drugačna, z drugačnim zločinom. Shawna včasih policisti pokličejo na pomoč, večinoma pa z Gusom primere na skrivaj preiskujeta, ali pa se tam po naključnu znajdeta
Serija je obsegala 8. sezon, zadnja epizoda pa je bila predvajana 26. marca 2014. V seriji se pojavlja veliko komičnih situacij, pa tudi oponašanj znanih oseb in asociacij na znane filme. Snema se večinoma v Britanski Kolumbiji v Kanaadi, pa tudi v Vancouvru, Santa Barbari in Santa Monici.